# معروف کرخی
ابومحفوظ معروف بن فیروز کوهی، مشهور به معروف کرخی از بزرگان مشایخ قرون اولیه اسلام است که غالب سلسله‌های تصوف شیعی ادعای انتساب به وی را دارند. سلسلهٔ نعمت اللهیه و ذهبیه وی را قطب اول (شیخ المشایخ) و سرسلسله خود می‌دانند.
معروف کرخی نزد صوفیان چنان‌که معروف است، دربان علی بن موسی الرضا (امام هشتم شیعیان) بوده که از او فیض و تعلیم طریقت و منصب شیخ المشایخی یافته و از جانب او اجازه یافته که طریقه رضویه، علویه و مصطفویه را که عبارت از عبادت و تزکیه و تصفیه نفس می‌باشد، به طالبان صادق العقیده و پیروان ائمه برساند.

## انتساب به امامان شیعه
- به عقیده برخی وی به دست علی بن موسی الرضا مسلمان شده و دربان وی بوده‌[۳] و از وی خرقه گرفته است[۴] گرچه برخی در وجود چنین شخصی و شیعه بودنش تردید کرده[۵] و برخی نیز معتقدند که نام او با یکی از محدثان شیعه معروف بن خربوذ مکی اشتباه گرفته شده است.[۶]
- بعضی او را از شاگردان فرقد سبخی و سلسله انتساب او را به محمد پیامبر اسلام رسانیده‌اند.
- دسته دیگری نیز سند خرقه معروف را از داوود طائی دانسته که او از حبیب عجمی و وی از حسن بصری و او از علی ابن ابیطالب گرفته است.[۷]

که هر سه این انتساب‌ها از طرف مخالفان تصوف از مناظر مختلف خصوصاً تطابق تاریخی به چالش کشیده شده است. همچنین حضور دو قطب هم‌زمان نیز از جمله مواردی که در مورد معروف کرخی از طرف مخالفین و موافقین تصوف مورد بحث قرار می‌گیرد
دقت در تواریخ مشروح زیر نکات مبهم دیگری بر زندگی و فوت معروف کرخی می‌افزاید:
- فرقد سبخی در سال ۱۳۱ هجری قمری وفات یافته است.
- داود طائی در سال ۱۶۰ تا ۱۶۸ هجری قمری درگذشته است.
- تولد علی بن موسی الرضا در سال ۱۴۸ هجری قمری ثبت شده است.
- وفات موسی بن جعفر پدر علی بن موسی الرضا در سال ۱۸۳ هجری قمری ثبت شده است.
- سال فوت معروف کرخی ۲۰۰ یا ۲۰۱ هجری قمری ذکر شده است.
- سال فوت علی بن موسی الرضا ۲۰۳ هجری قمری ثبت شده است.

## زندگی
اغلب از مورخین و تذکره نویسان تاریخ دقیقی از تولد وی ثبت نکرده‌اند. آنچه ثبت شده است این است که پدر و مادر وی نصرانی بوده‌اند.
تحصیلات ظاهری و تربیت باطنی، شغل دربانی، علت فوت و کراماتی از وی در غالب کتب متصوفه مندرج است.

## وفات
گفته می‌شود دربان علی بن موسی الرضا در خراسان بوده است و در ازدحام جمعیت دنده‌هایش شکسته و کشته شده است. مدفن وی در غرب شهر بغداد و در ناحیه کرخ در قبرستان شونیزیه واقع شده است. شیعه و سنی مشترکاً در آستانه وی به دعا و نیایش می‌پردازند. این نکته که وی در کجا دربان علی بن موسی الرضا بوده است (در مدینه یا خراسان یا در جای دیگر) و دیگر اینکه چنانچه وی در خارج از بغداد کشته شده است (چون علی بن موسی الرضا هیچگاه به بغداد سفر نکرده است و جالب اینکه معروف کرخی هم هیچگاه از بغداد خارج نشده است) چگونه در قرن دوم به بغداد منتقل شده و در آنجا خاک سپرده شده است، موارد تردید نسبت به حقایق زندگی وی را دو چندان می‌کند.

## چند نکته
رنالد نیکلسن در مقاله‌ای با عنوان «ثبت تعاریف صوفی و تصوف به لحاظ تاریخی» ضمن دسته‌بندی تعاریف تصوف، آورده است که اولین تعریف از تصوف را معروف کرخی ارائه کرده است:
 تصوف گرفتن حقایق و گفتن به دقایق و نومید شدن از آنچه هست در دست خلایق.
در کتب تصوف همچون حلیة الاولیاء، احیا علوم الدین و رساله قشیریه با الفاظی شبیه بدین قید شده است.
عصر معروف عصر انتقال زهد به تصوف است. بعد از رابعه معروف در سخنان خود بر عشق و محبت نسبت به خداوند تکیه دارد.
همچنین هنگامی که از معروف دربارهٔ اولیای حقیقی خداوند پرسیدند گفت:
علامت اولیای خدای عزّ و جلّ آن است که فکرت ایشان خدای بود و قرار ایشان با خدای بود و شغل ایشان در خدای بود.